# Eulampiacris ovipennis
Eulampiacris ovipennis är en insektsart som först beskrevs av Günther, K. 1940.  Eulampiacris ovipennis ingår i släktet Eulampiacris och familjen gräshoppor. Inga underarter finns listade i Catalogue of Life.